# Hypsolebias radiosus
Hypsolebias radiosus, és una espècie de peix actinopterigi d'aigua dolça, de la família dels rivúlids.
Es distribueix pels rius d'Amèrica del Sud, a la conca fluvial del riu Tocantins al centre del Brasil. Són peixos d'aigua dolça tropical, de comportament bentopelàgic.